# Stylaster polymorphus
Stylaster polymorphus är en nässeldjursart som beskrevs av Hjalmar Broch 1936. Stylaster polymorphus ingår i släktet Stylaster och familjen Stylasteridae. Inga underarter finns listade i Catalogue of Life.